# Palaeocoleus
Palaeocoleus là một chi bướm đêm thuộc họ Erebidae.